# Talinum
Talinum ist eine Pflanzengattung in der Familie der Talinaceae innerhalb der Ordnung der Nelkenartigen (Caryophyllales). Seit 2001 gehören nur noch etwa 15 Arten in diese Gattung.

## Beschreibung

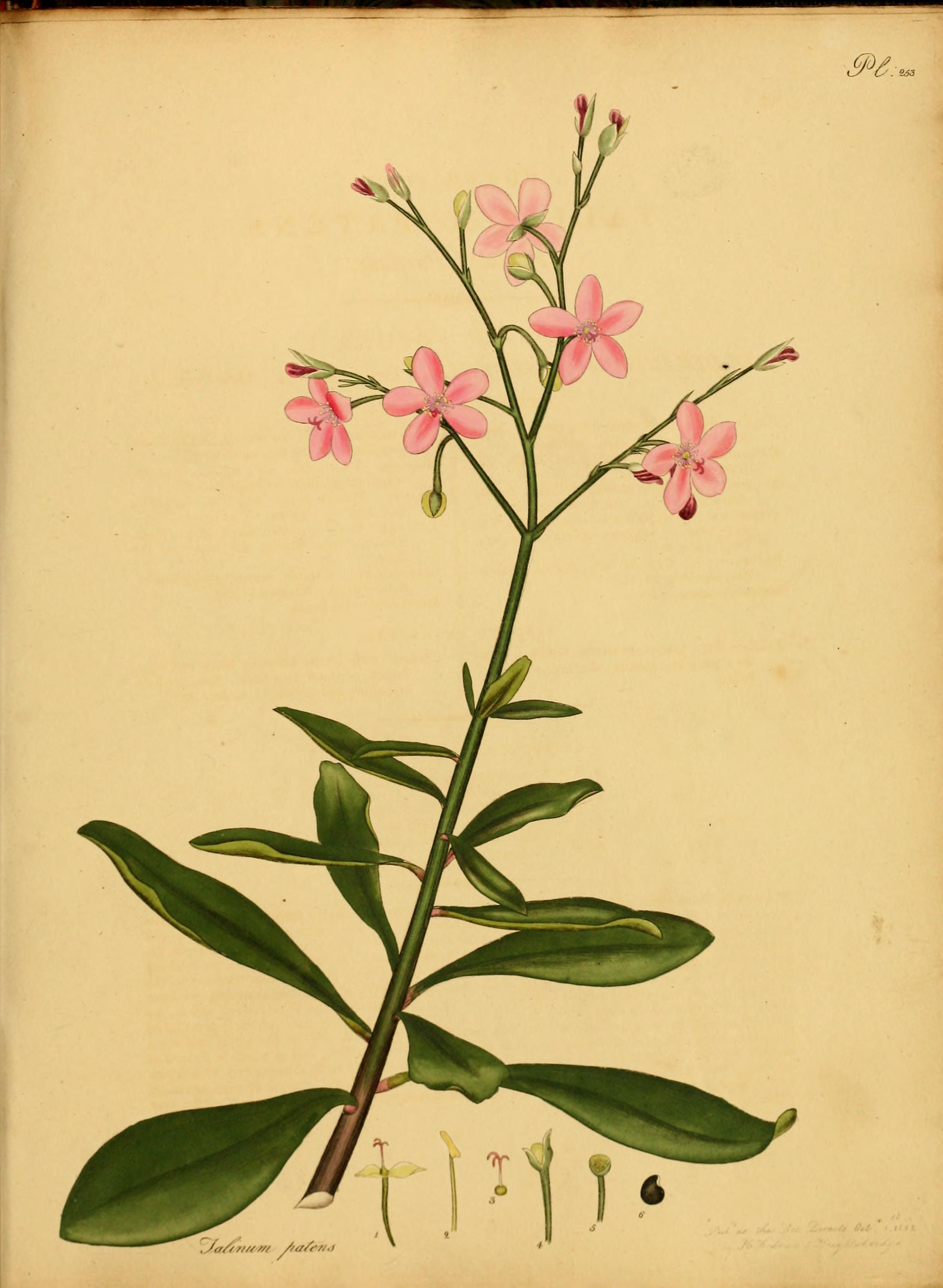
Illustration aus The botanist's repository, for new, and rare plants - containing coloured figures of such plants, as have not hitherto appeared in any similar publication, with all their essential characters, 1797 von Talinum paniculatum

### Vegetative Merkmale
Talinum-Arten sind ausdauernde krautige Pflanzen oder selten Halbsträucher. Es wird ein knolligen „Wurzelstock“ (Caudex) ausgebildet, der fleischig bis verholzt sein kann. Sie aufrechten Sprossachsen sind einfach oder verzweigt. Einige Pflanzenarten verlieren in der Vegetationsruhe ihre oberirdischen Pflanzenteile.
Die wechselständig oder fast gegenständig angeordneten und oft unregelmäßig voneinander entfernten Laubblätter sind kurz gestielten oder fast sitzend. Die einfachen, ganzrandigen Blattspreiten sind sehr variabel in ihrer Gestalt, 1 bis 7 Zentimeter breit und mehr oder weniger stark sukkulent. Echte Nebenblätter fehlen, aber es sind unauffällige und kleine Schuppen vorhanden, die früh abfallen.

### Generative Merkmale
Die Blüten stehen einzeln in den Blattachseln oder stehen zu mehreren in endständigen rispigen Blütenständen zusammen.
Die zwittrigen Blüten sind bei Durchmessern von 0,3 bis 1,5 cm radiärsymmetrisch. Die Blüten öffnen sich meist nur einmal für kurze Zeit oder sind kleistogam. Es sind zwei Kelchblätter, welche bald abfallen oder selten haltbar sind. Die meist fünf selten bis zu sieben Kronblättern sind nur an ihrer Basis verwachsen oder frei. Die Blüte enthält 10 bis 30 Staubblätter. Drei Fruchtblättern sind zu einem oberständigen, einkammerigen Fruchtknoten verwachsen. Der Griffel ist bis 3 mm lang oder fehlt.
Die kugeligen bis länglichen Früchte enthalten viele schwarze, kugelige Samen.

## Invasive Pflanzen
Die beiden Arten Talinum triangulare und Talinum paniculatum gelten fast weltweit als invasive Pflanzen.

## Systematik und Verbreitung

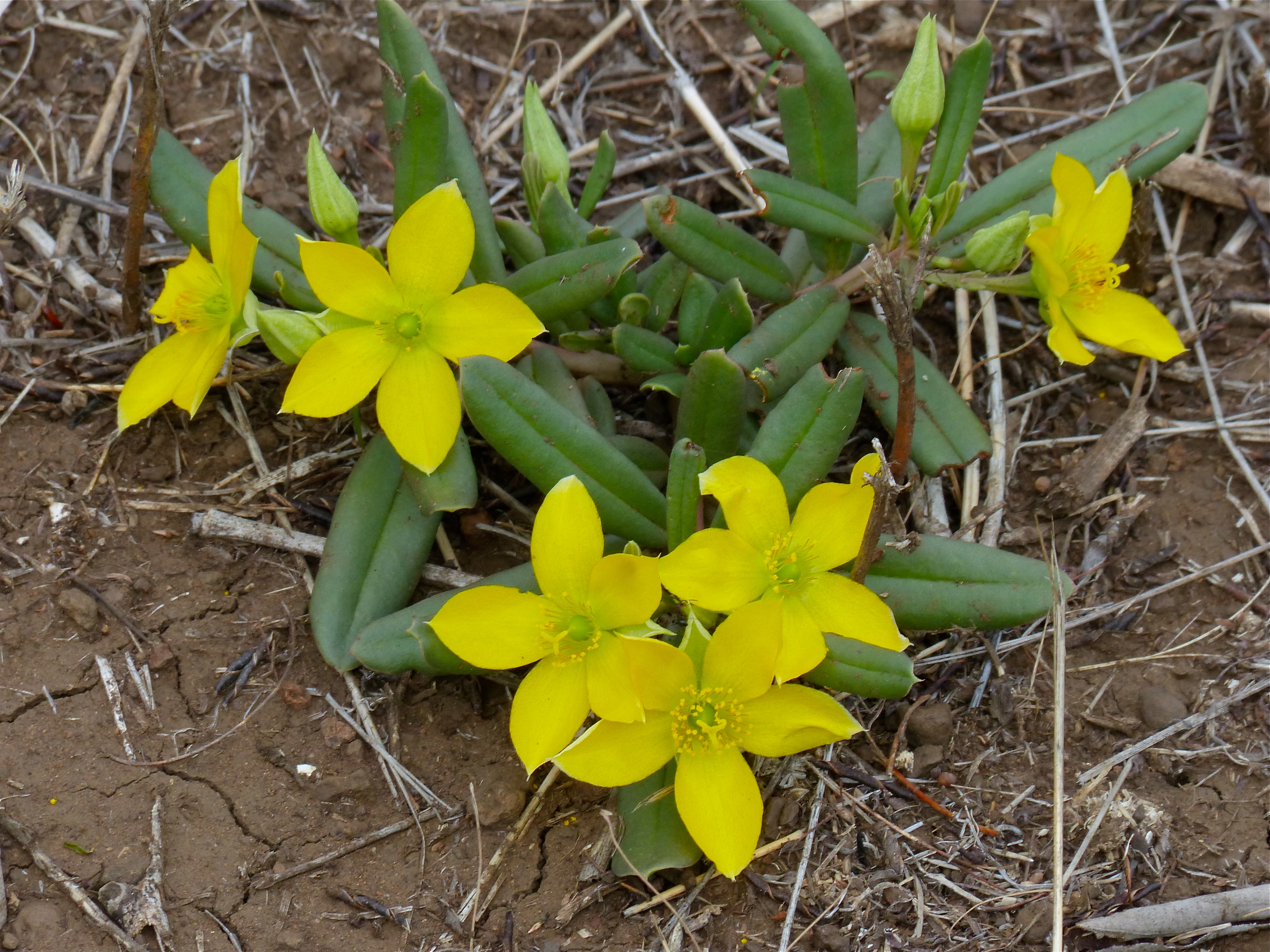
Talinum caffrum

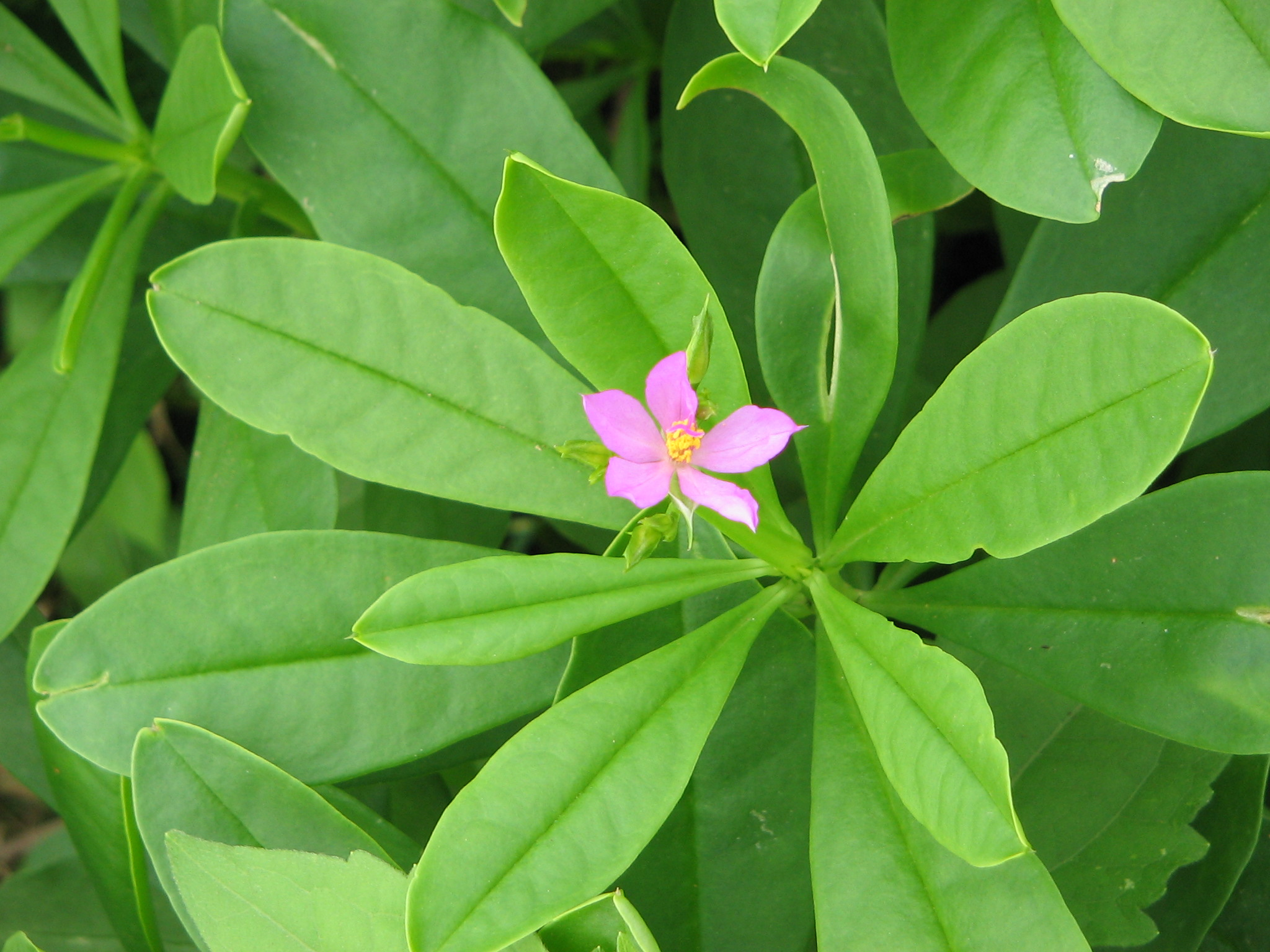
Talinum fruticosum

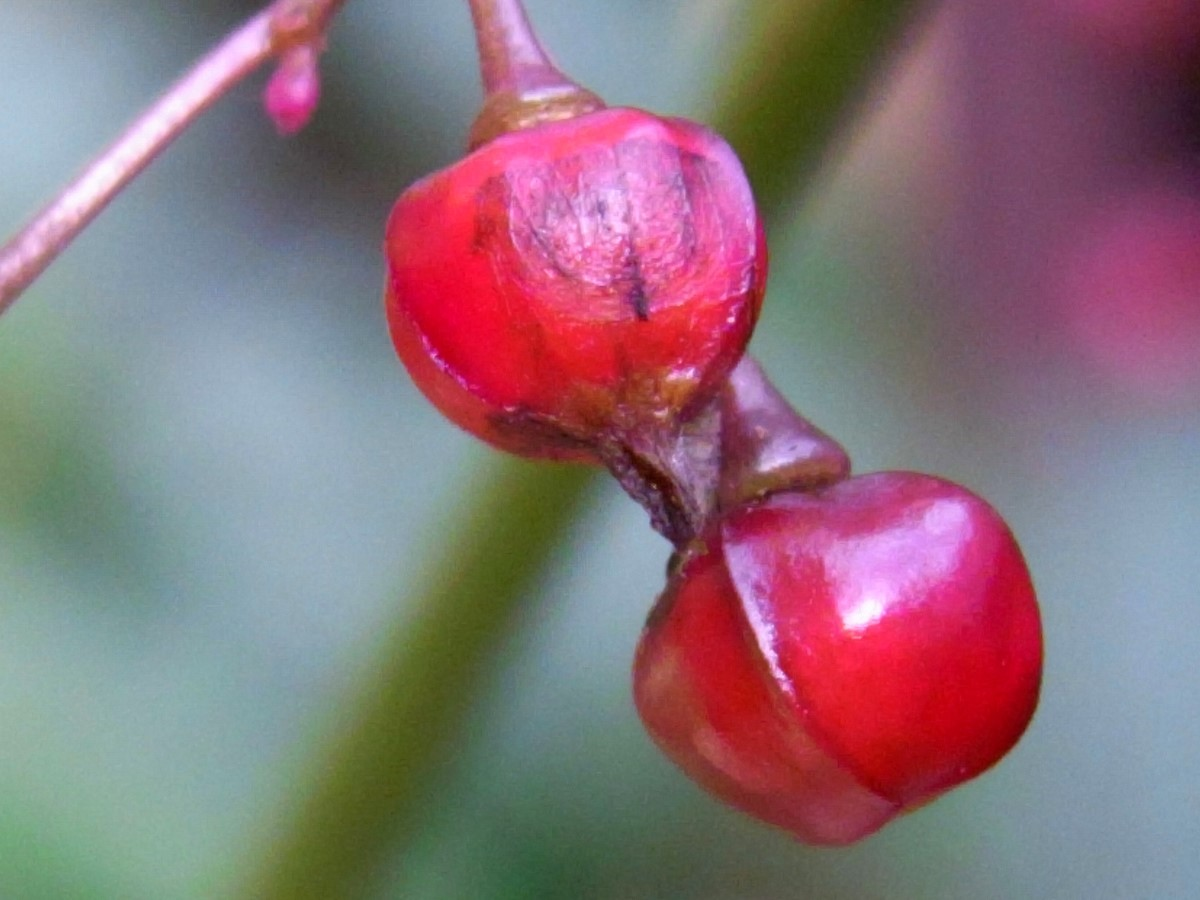
Früchte von Talinum paniculatum

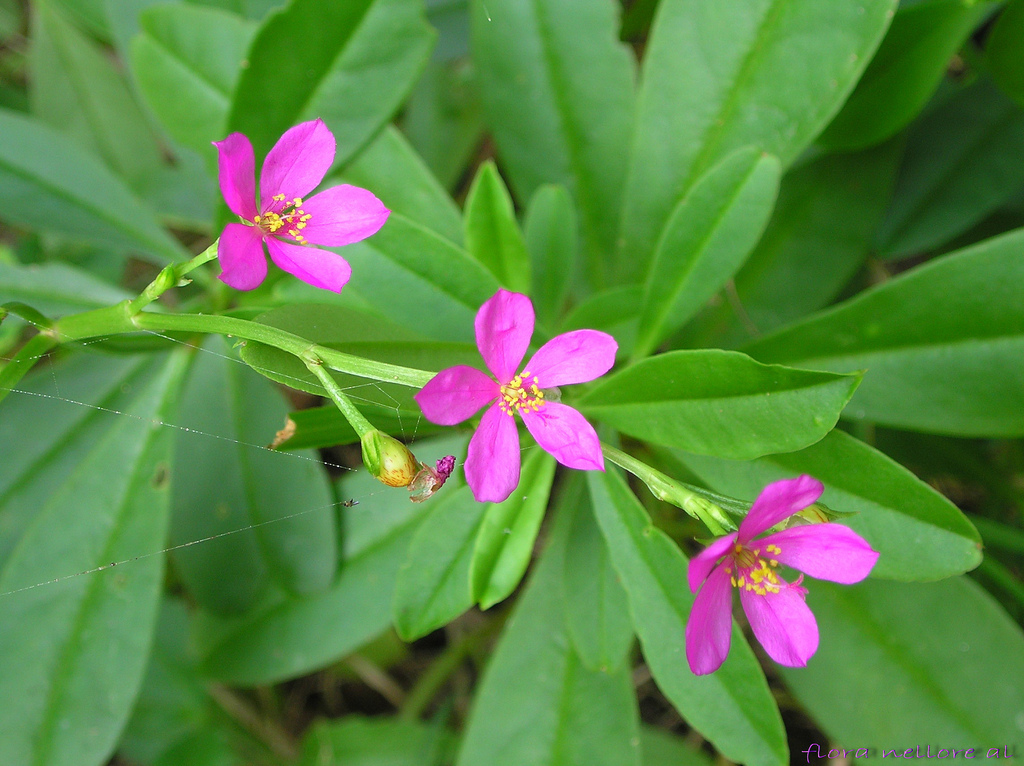
Talinum portulacifolium

Die Gattung Talinum wurde 1763 durch Michel Adanson in Familles des Plantes, 2, Seite 245 und 609 aufgestellt. Ein Homonym ist Talinum Juss. nom. illeg. (Genera Plantarum, 1789, 312). Synonyme für Talinum Adans. nom. cons. sind: Helianthemoides Medik., Phemeranthus Raf., Eutmon Raf., Chromanthus Phil., Litanum Nieuwland und Ketumbulia Ehrenberg.
Die Herkunft der Benennung der Gattung ist unklar, wahrscheinlich wurde sie nach dem Volksnamen einer Art im Senegal benannt oder nach dem lateinischen Wort telinum, das für eine wertvolle, aus dem Bockshornklee hergestellte, Salbe steht.

### Botanische Geschichte
Oft zitiert wenn es um die Gattung Talinum geht wird J. N. Rose, P. C. Standley: The genus Talinum in Mexico. in Contributions from the United States National Herbarium. Smithsonian Institution., Volume 13, 1911, S. 281–288. Die Gattung Talinum gliederte sich nach Roger Charles Carolin (* 1929) in zwei Sektionen Talinum und Phemeranthus (Raf.) DC. V. K. Von Poellnitz veröffentlichte 1934 die Monographie der Gattung Talinum Adans. in Repertorium Specierum Novarum Regni Vegetabilis. Centralblatt für Sammlung und Veröffentlichung von Einzeldiagnosen neuer Pflanzen., Band 35, S. 1–34. Bis Kiger 2001 waren in der Gattung Talinum s. l. bis zu 50 Arten enthalten.
Die Arten der Sektion Phemeranthus werden seit Kiger 2001 in eine eigenständige Gattung Phemeranthus Raf. und diese in die Familie der Montiaceae gestellt.

### Arten und ihre Verbreitung
Die Talinum-Arten s.str sind entweder in der Neuen Welt oder in Afrika weitverbreitet.
- In die Gattung Talinum s. str. gehören etwa 15 Arten (Auswahl):
  - Talinum arnotii Hook. f.
  - Talinum caffrum (Thunb.) Ecklon & Zeyer
  - Talinum crispatulum Dinter: Sie wurde aus Südwestafrika erstbeschrieben.
  - Talinum fruticosum (L.) Juss. (Syn.: Portulaca fruticosa L., Portulaca paniculata L., Portulaca racemosa L., Portulaca triangularis Jacq., Talinum paniculatum Moench non (Jacq.) Gaertn., Talinum racemosum (L.) Rohrb., Talinum triangulare (Jacq.) Willd., Talinum fruticosum Macfad., Talinum fruticosum Willd.): Sie ist von Florida und Mexiko über Zentralamerika und Karibischen Inseln bis Südamerika weitverbreitet.[7] Sie kommt auch in Afrika vor.[1][3][8]
  - Talinum nocturnum Bacigalupo[8][9]: Sie wurde aus Paraguay erstbeschrieben.
  - Talinum oblongifolium Peter: Sie wurde aus Tansania erstbeschrieben.
  - Talinum paniculatum (Jacq.) Gaertn. (Syn.: Claytonia paniculata (Jacq.) Kuntze, Claytonia patens (L.) Kuntze, Claytonia reflexa (Cav.) Kuntze, Claytonia sarmentosa C.A.Mey., Portulaca paniculata Jacq., Portulaca patens Jacq., Portulaca reflexa (Cav.) Haw., Talinum chrysanthum Rose & Standl., Talinum dichotomum Ruiz & Pav., Talinum fruticosum Macfad., Talinum moritziana Kl. ex Rohrb., Talinum paniculatum var. sarmentosum (Engelm.) Poelln., Talinum patens (L.) Willd., Talinum purpureum hort. ex A.Gray, Talinum reflexum Cav., Talinum roseum Kl. ex Rohrb., Talinum sarmentosum Engelm., Talinum spathulatum Engelm. ex A.Gray): Sie ist von den südlichen Vereinigten Staaten über Mexiko, Zentralamerika und Karibischen Inseln bis Südamerika weitverbreitet.[7][1][10]
  - Talinum polygaloides Gillies ex Arnott[8][9]
  - Talinum porphyreum M.Mend. & J.R.I.Wood: Sie wurde 2013 aus Bolivien erstbeschrieben.[8]
  - Talinum portulacifolium (Forsskal) Ascherson: Sie kommt auf Sokotra, in Oman, Jemen, Saudi-Arabien, Westsahara, Eritrea, Somalia, Kenia, Ruanda, Tansania, Burundi, in der Demokratischen Republik Kongo, Togo, Angola, Mosambik, Sambia, Botswana sowie Simbabwe vor.[11]
  - Talinum tenuissimum Dinter

- Seit Kiger 2001 gehören 13 Arten in die reaktivierte Gattung Phemeranthus Raf. (Syn.: Talinum sect. Phemeranthus (Raf.) DC.) der Familie Quellkrautgewächse (Montiaceae). Bis 2013 kamen weitere Arten hinzu (insgesamt 25 bis 30 Arten[12]):[13][5][6]
  - Phemeranthus aurantiacus (Engelmann) Kiger (Syn.: Talinum aurantiacum Engelmann, Talinum angustissimum (Engelmann) Wooton & Standley, Talinum aurantiacum var. angustissimum Engelmann, Talinum whitei I.M.Johnston): Sie gedeiht in Höhenlagen von 0 bis 2100 Metern in den US-Bundesstaaten Arizona, New Mexico sowie Texas und im nördlichen Mexiko.[12]
  - Phemeranthus brevicaulis (S.Watson) Kiger (Syn.: Talinum brevicaule S.Watson): Sie kommt von den südlichen Vereinigten Staaten bis ins nördliche Mexiko vor.[12]
  - Phemeranthus brevifolius (Torr.) Hershkovitz (Syn.: Talinum brevifolium Torr., Talinum brachypodum S.Watson): Sie gedeiht in Höhenlagen von 1500 bis 2200 Metern in den US-Bundesstaaten Arizona, New Mexico und in Utah vor.[12]
  - Phemeranthus calcaricus (S.Ware) Kiger (Syn.: Talinum calcaricum S.Ware): Sie kommt in den US-Bundesstaaten Alabama, Arkansas, Kentucky und in Tennessee vor.[12]
  - Phemeranthus calycinus (Engelmann) Kiger (Syn.: Talinum calycinum Engelmann): Sie kommt in den US-Bundesstaaten Arkansas, Colorado, Illinois, Kansas, Louisiana, Montana, Nebraska, New Mexico, Oklahoma und Texas vor.[12]
  - Phemeranthus humilis (Greene) Kiger (Syn.: Talinum humile Greene): Sie kommt in den US-Bundesstaaten Arizona sowie New Mexico und im nördlichen Mexiko vor.[12]
  - Phemeranthus longipes (Wooton & Standley) Kiger (Syn.: Talinum longipes Wooton & Standley): Sie kommt in New Mexico, in Texas und im nördlichen Mexiko vor.[12]
  - Phemeranthus marginatus (Greene) Kiger (Syn.: Talinum marginatum Greene): Sie kommt in Arizona und im nördlichen Mexiko vor.[12]
  - Phemeranthus mengesii (W.Wolf) Kiger (Syn.: Talinum mengesii W.Wolf): Sie kommt in den US-Bundesstaaten Alabama, Georgia, North Carolina, South Carolina, Tennessee und Virginia vor.[6]
  - Phemeranthus mexicanus (Hemsl.) G.Ocampo A. (Syn.: Talinum mexicanum Hemsley)
  - Phemeranthus multiflorus (Rose & Standl.) G.Ocampo (Syn.: Talinum multiflorum Rose & Standley)[5]
  - Phemeranthus napiformis (DC.) Ocampo (Syn.: Talinum napiforme DC.)
  - Phemeranthus oligospermus (Brandegee) G.Ocampo A. (Syn.: Talinum oligospermum Brandegee)
  - Phemeranthus parviflorus (Nuttall) Kiger (Syn.: Talinum parviflorum Nutt., Talinum appalachianum W.Wolf, Talinum fallax Poellnitz, Talinum gooddingii P.Wilson):[12] Sie kommt in den Vereinigten Staaten und im nördlichen Mexiko vor.[6]
  - Phemeranthus parvulus (Rose & Standl.) D.J.Ferguson & T.M.Price (Syn.: Talinum parvulum Rose & Standley)[5]
  - Phemeranthus punae (R.E.Fr.) Eggli & Nyffeler (Syn.: Talinum punae (R.E.Fries) Carolin)
  - Phemeranthus rugospermus (Holzinger) Kiger (Syn.: Talinum rugospermum Holz.): Sie kommt in den zentralen und in den östlichen Vereinigten Staaten vor.[6]
  - Phemeranthus sediformis (Poelln.) Kiger (Syn.: Talinum sediforme Poelln.): Sie kommt in British Columbia und in Washington vor.
  - Phemeranthus spinescens (Torr.) Hershkovitz (Syn.: Talinum spinescens Torr.): Sie gedeiht in Höhenlagen von 700 bis 1100 Metern in den US-Bundesstaaten Washington und in Oregon vor.[6][12]
  - Phemeranthus teretifolius (Pursh) Raf. (Syn.: Talinum teretifolium Pursh, Talinum ciliatum Lindl.): Sie gedeiht in Höhenlagen von 200 bis 1000 Metern in den US-Bundesstaaten Alabama, Georgia, Kentucky, Maryland, North Carolina, South Carolina, Pennsylvania, Tennessee, Virginia und West Virginia vor.[12]
  - Phemeranthus thomsonii (N.D.Atwood & S.L.Welsh) Kiger (Syn.: Talinum thompsonii N.D.Atwood & S.L.Welsh): Sie gedeiht in Höhenlagen von 2000 bis 2500 Metern nur in Utah.[12]
  - Phemeranthus validulus (Greene) Kiger (Syn.: Talinum validulum Greene): Sie gedeiht in Höhenlagen von 1800 bis 2400 Metern in den US-Bundesstaaten Arizona und in New Mexico.[12]

- Eine Art gehört in die Gattung Calandrinia Kunth in der Familie der Montiaceae:[14]
  - Calandrinia galapagosa H.St.John (Syn.: Talinum galapagosum (H.St.John) Hershk.): Diese gefährdete Art ist ein Endemit der Galapagos-Inseln.

## Weiterführende Literatur
- J. Moises Mendoza F., John R. I. Wood: Taxonomic revision of Talinum (Talinaceae) in Bolivia with a note on the occurrence of Phemeranthus (Montiaceae). In: Kew Bulletin, Volume 68, 2, 2013, S. 233–247.